# Hallen (Partille)
Hallen is een plaats in de gemeente Partille in het landschap Västergötland en de provincie Västra Götalands län in Zweden. De plaats heeft 825 inwoners (2005) en een oppervlakte van 38 hectare. Hallen ligt aan het meer Stora Hålsjön en wordt voor de rest vooral omringd door bos, ook ligt er een golfbaan tegen Hallen aan. De bebouwing in de plaats bestaat voornamelijk uit vrijstaande huizen. De stad Göteborg ligt zo'n vijf kilometer ten noordwesten van het dorp.